# Aneta Szczepańská
Aneta Maria Szczepańská, (* 20. srpen 1974 Włocławek, Polsko) je bývalá reprezentantka Polska v judu. Je držitelkou stříbrné olympijské medaile.

## Sportovní kariéra
S judem začala ve 12 letech. Celou svojí kariéru spolupracovala s Romanem Stawisińskim. Patřila k judistkám, které se dokáží koncentrovat na vrcholové akce. V roce 1995 po dobrém nalosování získala 3. místo a zároveň se kvalifikovala na olympijské hry v Atlantě v roce 1996. V Atlantě potom opět ukázala, že jí sedí styl francouzské hvězdy Alice Dubois. Vítězstvím nad ní postoupila do finále, kde však nestačila na Jihokorejku Čo Min-son. Získala stříbrnou olympijskou medaili.
Po změnách váhových limitů od roku 1998 se dlouho nemohla rozhodnout, ve které váze bude startovat, až jí utekla kvalifikace na olympijské hry v Sydney. Kvůli Adrianě Dadci nakonec zvolila polostřední váhu, kde se tolik neprosazovala. V roce 2004 měla poslední možnost kvalifikovat se na olympijské hry v Athénách vítězstvím na mistrovství Evropy, ale skončila na druhém místě. Kvalifikace jí utekla o jedno postupové místo.
Po skončení sportovní kariéry se judu věnuje jako trenérka. V současné době připravuje polskou ženskou reprezentaci pro olympijské hry v Riu.

## Výsledky
| Turnaj             | 1992                     | 1993                     | 1994                     | 1995                     | 1996                     | 1997                     | 1998                     | 1999                     | 2000                     | 2001                     | 2002             | 2003             | 2004             | 2005             |
| Turnaj             | 18                       | 19                       | 20                       | 21                       | 22                       | 23                       | 24                       | 25                       | 26                       | 27                       | 28               | 29               | 30               | 31               |
| Turnaj             | střední/polostřední váha | střední/polostřední váha | střední/polostřední váha | střední/polostřední váha | střední/polostřední váha | střední/polostřední váha | střední/polostřední váha | střední/polostřední váha | střední/polostřední váha | střední/polostřední váha | polostřední váha | polostřední váha | polostřední váha | polostřední váha |
| ------------------ | ------------------------ | ------------------------ | ------------------------ | ------------------------ | ------------------------ | ------------------------ | ------------------------ | ------------------------ | ------------------------ | ------------------------ | ---------------- | ---------------- | ---------------- | ---------------- |
| Olympijské hry     | —                        |                          |                          |                          | 2.                       |                          |                          |                          | —                        |                          |                  |                  | —                |                  |
| Mistrovství světa  |                          | —                        |                          | 3.                       |                          | úč.                      |                          | úč.                      |                          | —                        |                  | —                |                  | úč.              |
| Mistrovství Evropy | —                        | úč.                      | —                        | —                        | úč.                      | —                        | úč.                      | —                        | úč.                      | —                        | úč.              | —                | 2.               | —                |
| ME juniorů         | úč.                      |                          |                          |                          |                          |                          |                          |                          |                          |                          |                  |                  |                  |                  |